# Dunsoghly Castle
Dunsoghly Castle, irisch Caisleán Dhún Sochlaigh, ist ein Tower House in St. Margaret’s im irischen County Fingal. Das Gebäude ist ein National Monument.

## Geschichte
Sir Thomas Plunkett, oberster Richter des Court of Common Pleas, ließ die Burg um 1450 errichten. Bis in die 1870er-Jahre war die Burg durchgehend von Mitglieder derselben Familie bewohnt, obwohl sie sehr eng und unkomfortabel für neuzeitliche Verhältnisse war.

## Beschreibung
Der hoch aufragende, vierstöckige Turm mit rechteckigem Grundriss hat an jeder Ecke rechteckige Türme, die über die Brüstung hinausragen. Das originale Holzdach, das bei der Restaurierung von Bunratty Castle und Rothe House als Muster diente, wird durch Bögen getragen und hat vier Tragbalken aus Eichenholz; an jedem Tragbalken steht eine Tragsäule, die die Firstpfette und die zugehörigen Zangen stützt. Die Sparren liegen flach und nicht hochkant, wir bei modernen Dachstühlen, und der Dachstuhlrahmen ist mit gesplitteten Dachlatten belegt.
Südlich des Turms befindet sich eine kleine Kapelle, auf der über der Tür die Jahreszahl „1573“, die Leidenswerkzeuge Christi und die Initialen von Sir John Plunkett und seiner dritten Gattin, Janet, geb. Sarsfield, angebracht sind. Sir John war der Enkel des Erbauers und, wie sein Großvater, oberster Richter am Court of Common Pleas. Sir John war bereits der fünfte oder sechste Ehemann von Janet Sarsfield.
Im Westen und Süden der Burg finden sich Reste von Erdwerken, Verteidigungswällen aus den Kämpfen der 1670er-Jahre.